# Kopivnik
Kopivnik – wieś w Słowenii, w gminie Rače-Fram. W 2018 roku liczyła 238 mieszkańców.